# Krupařství
Krupařství byl v minulosti obchod s moukou. Prodejce zvaný krupař přijímal od mlynáře mouku, kterou v obchodě prodával. Dále se v obchodě prodávaly obilniny jako kroupy, jáhly nebo proso.

## V kultuře
- Krupařství se vyskytuje v české literatuře v Povídkách malostranských (1878) od Jana Nerudy. Celý děj povídky Jak si pan Vorel nakouřil pěnovku se v odehrává právě v krupařství. Povídka se odehrává v 19. století na Malé Straně v Praze.
- Ve filmové pohádce Dařbuján a Pandrhola hraje krupaře Johana Baštu Josef Hlinomaz a jeho ženu Filoménu Ilona Kubásková.